# Oscar bait
Oscar bait, или «Приманка для Оскара», — определение, используемое англоязычным кино-сообществом для кинолент, снятых с расчётом получить Оскар или другие кинопремии. Сюжет в этих фильмах намеренно создаётся так, чтобы соответствовать неформальным критериям, при которых выдают премии. Таким образом, подобные фильмы, получая достаточное количество номинаций и премий, собирают солидные кассовые сборы. Однако подобная стратегия сопоставлена и с рисками; если картина не получает премии, она обречена на провал.
Сюжет в подобных фильмах имеет много стереотипных закономерностейː это драматическая история, часто биография реальной личности, остросоциальная драма, часто затрагивающая историческую тему, где главный герой становится жертвой неких обстоятельств. В 80-е и 90-е годы это преимущественно историческая драма из XIX века, созданная по мотивам литературы жанра реализм. Начиная с 2000-х годов, наибольшей популярностью пользуется сюжет с социальным комментарием, где по крайне мере один из героев относится к какому-то дискриминируемому меньшинству или страдает душевным/физическим недугом. По этой причине он становится жертвой или свидетелем насилия/геноцида. Например многие фильмы затрагивают тему Холокоста или чёрного рабства. Подобные фильмы как правило создаются с участием одних и тех же актёров, режиссёров или сценаристов. Одновременно было замечено, что киноакадемики пренебрежительно относятся к фильмам таких жанров, как фантастика, ужасы, боевик.
Термин «Oscar bait» появился в середине XX века, когда стала намечаться тенденция, при которой киноакадемики отдавали предпочтения фильмам с определёнными жанрам, а именно лентам патриотического, драматического или философского характера. Уже тогда появились режиссёры, использующие премии как главную стратегию для продвижения своего фильма. Фактически первым истинным Oscar bait стал фильм Охотник на оленей, выпущенный в 1978 году; до вручения премии Оскар он был показан небольшой аудитории; простой зритель не оценил фильм, картине предрекался провал, однако продвижения фильма по разным фестивалям, вручение множества премий и хорошие отзывы кинокритиков на корню изменило отношение к картине; она признана одним из лучших шедевров в истории киноиндустрии. По примерным расчётам, по состоянию на 1985—2014 год, на премию Оскар выдвигалось примерно 3000 фильмов, однако большинство из них остались провальными и простой зритель фактически не знает о их существовании. Типичным примером можно считать картину «Приди узреть рай» 1990 года, затрагивающую избитую тему войны и дискриминации, номинированную на три премии, но получившую средние оценки и провалившуюся в прокате.

## История
Уже когда Академия кинематографических искусств и наук стала выдавать первые статуэтки «Оскар» в конце 20-х годов, появились и первые фильмы, созданные с расчётом получить их. Так Metro-Goldwyn-Mayer, выпустила драматическую ленту «Королева Кристина» с участием известной актрисы Греты Гарбо в 1933 году. До этого фильм не рекламировался и в прокат вышел только после получения премии «Оскар» в 1934 году. 6 лет спустя похожая ситуация повторилась с фильмом «Унесённые ветром».

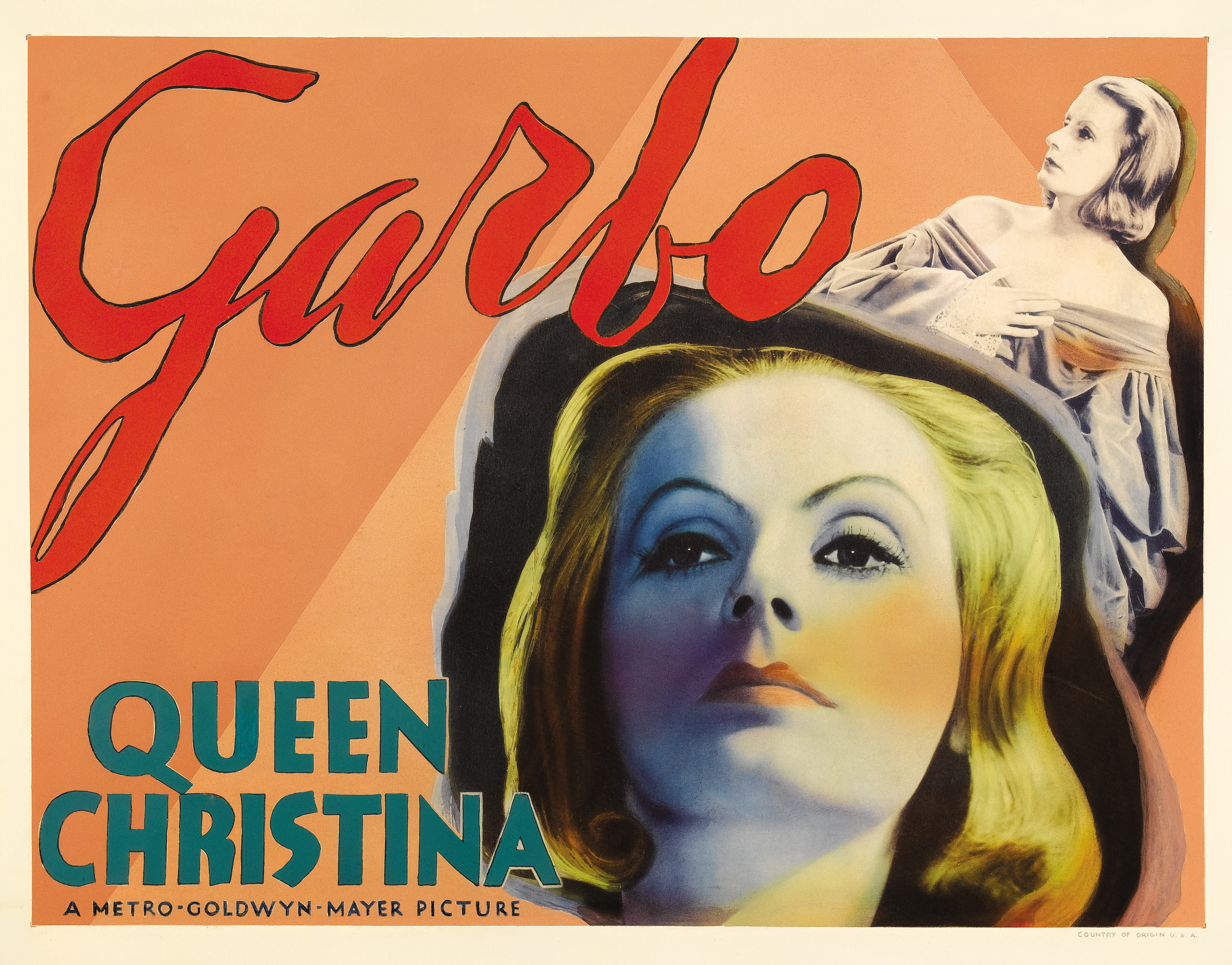
Королева Кристина, фактически первый известный фильм 1933 года, созданный, чтобы получить награды

Впервые определение «Oscar bait» использовалось журналистами The New Republic при рецензии фильма Джона Форда — «Форт Апачи» в 1948 году. Где использовалась следующая фраза 
Открытки следует отправлять по почте. Когда же ими так откровенно размахивают с экрана, они выглядят как наживка на „Оскара“.
Оригинальный текст (англ.)Postcards are supposed to be sent through the mail; flashed self-consciously on the screen, they look like Oscar bait.The New Republic
«Oscar bait» был упомянут журналом The New York Times в 1955 году в рецензии фильма «Тем тяжелее падение» режиссёра Марка Робсона. Журнал Cosmopolitan в 1968 году отметил, что Питер О’Тул и Кэтрин Хепбёрн являются «лучшими актёрами для оскарной приманки».
Главным толчком для массового создания «приманок на премии» послужил запрет Верховным судом США владеть киностудиям собственными кинотеатрами, по сути не позволяющий студиям устанавливать монополию на показ собственных фильмов. Это сильно изменило ситуацию на кинорынке и установило равную конкуренцию между фильмами более или менее известных студий. Многие создатели стремились продвигать свои картины, прибегая к новым маркетинговым стратегиям.
Первым примером фильма, сознательно стремившегося получить как можно больше премий в рамках маркетинговой стратегии, стал «Охотник на оленей» 1978 года выпуска. От фильмов того времени данная кинолента отличалась подчёркнутой реалистичностью и жестокостью. В результате простой зритель оказался не готов смотреть картины подобного жанра. Тогда ещё недавно проходила Вьетнамская война, закончившаяся большими потерями среди американской армии, и в американском обществе тема войны считалась ещё табуированной. После провального ограниченного показа фильма в Детройте, студия Universal пригласила нового продюсера Аллана Кэрра, имеющего опыт работы в театрах Голливуда и Бродвея. Тогда продюсер в попытке спасти ленту от надвигающегося провала прибег к оригинальной маркетинговой стратегии. Кэрр понял, что тема жестокости, насилия и войны заинтересуют неподготовленного зрителя в том случае, если фильм будет признан киноакадемиками. Фильм был показан на нескольких кинофестивалях специально, чтобы его могли оценить киноакадемики и кинокритики, которые в общем очень высоко оценили его и вручили картине множество премий. Затем фильм был показан по телеканалу Z Channel, предназначенному для любителей редкого арт-кино или режиссёрских версий известных фильмов. Кэрр отметил, что задача сего маркетинга заключалась в «культивации определённой аудитории», что и стало залогом его успеха и вручении премии «Оскар». Фильм получил сразу 9 номинаций, после чего вышел в широкий прокат, сопровождающийся рекламной кампанией. Вскоре картина выиграла 5 статуэток «Оскар», включая премию за лучшую картину. Том Моунт, президент Universal, отметил через много лет, что хотя сюжет фильма, основанный на псевдореализме, казался бы совсем обыкновенным, но это было неслыханным в 1978 году; людям надо было привыкнуть к этому.
В 80-е годы предпочтение отдавалось так называемым костюмным драмам — историческим экранизациям, созданным в основном по романам в жанре реализм, авторов Генри Джеймса и Эдварда Моргана Форстера. Например фильм-адаптация «Комната с видом». Наибольшее количество выпусков подобных фильмов пришлось на 90-е годы, например «Влюблённый Шекспир» 1998 года выпуска. Последним примером костюмированной драмы стал фильм «Король говорит!» 2010 года выпуска.
Определение «Oscar Bait» стало пользоваться популярностью в интернете начиная с конца 90-х и по сей день. В XXI веке стала намечаться тенденция, при которой статуэтки стали вручаться фильмам на антидискриминационную тему в ущерб общему качеству, так в 2017 году «Оскар» за лучший фильм был присуждён картине «Лунный свет», уступающей общим качеством другим картинам-номинантам, но затрагивающей тему гомофобии внутри чёрной диаспоры. Похожая ситуация образовалась с фильмом «12 лет рабства», затрагивающим антирасистскую тему, когда несколько киноакадемиков анонимно признались, что отдали голос ленте, не просмотрев её.

## Исследования учёных и специалистов
Фильмы, номинированные на оскар и прочие премии стали объектом исследования Гебриеля Россмана и Оливера Шикла, социологов Калифорнийского Университета, которые выяснили, что чаще всего премии получали картины об исторических событиях, политических интригах, биографиях, войне и шоу-бизнесе. Персонажи либо замешаны в какой-либо деятельности, вызывающей негативные или протестные реакции у консервативно-настроенного общества, либо становятся жертвой негативных обстоятельств или принадлежат с какому-либо меньшинству или прочей проблемной группе; это становится источником множественных проблем, дискриминации или даже угрозы расправы или убийства. Также популярен вариант, когда протагонист страдает физическим или душевным недугом. Фильмы с такими тегами, как зомби, увеличение груди и «чёрный независимый фильм» фактически не имеют каких-либо номинаций. Более старые фильмы чаще всего представляют собой костюмированные драмы или экранизации классической литературы, начиная с середины 90-х годов происходит их постепенная замена на фильмы, затрагивающие те или иные формы дискриминации, продвижение толерантности.

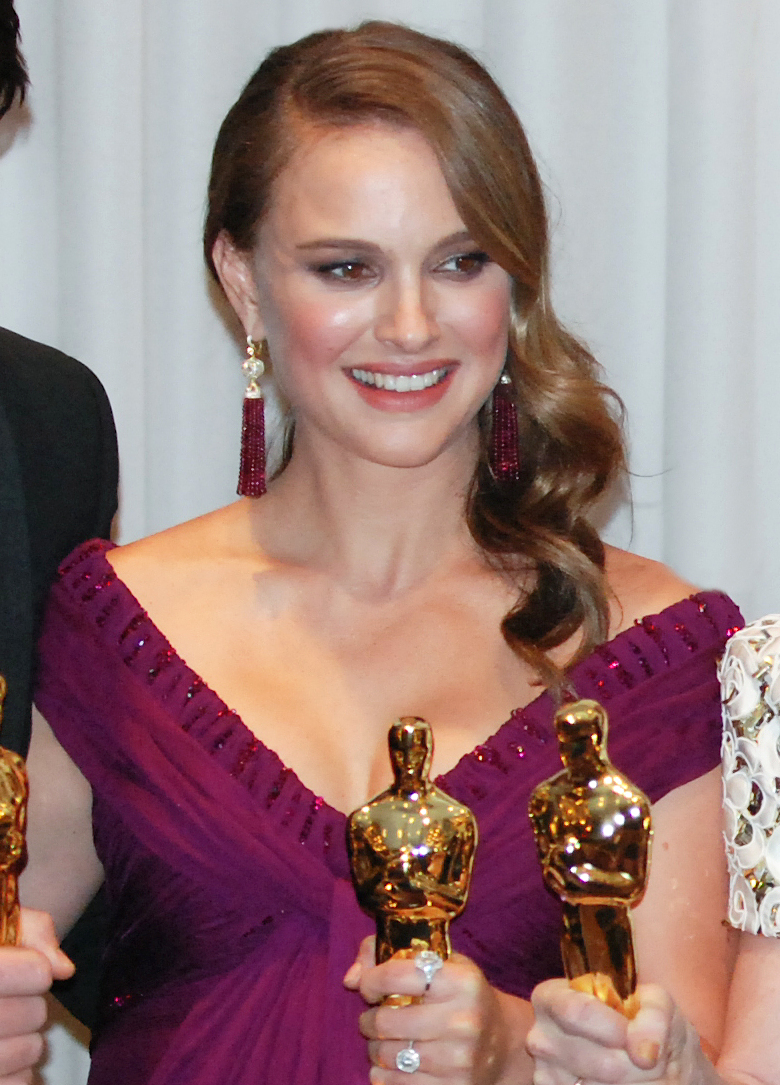
Натали Портман, одна из любимых актрис фильмов-приманок для премий

Фактически последние ленты-блокбастеры, номинированные на «Оскар», но создававшиеся прежде всего для массового проката были Народ против Ларри Флинта 1996 года выпуска и Властелин колец: Возвращение короля 2003 года выпуска, после чего стала намечаться деградация в отборе фильмов и фактические все фильмы стали соответствовать критериям «оскарной приманки». Последними единичными примерами номинации на «Оскар» фильмов, не являющихся приманками, стали «Отель для собак» и «Парикмахерская 2: Снова в деле».
Россман и Шилк разработали алгоритм, рассчитывающий соотношение вложенных инвестиций и платы киноакадемикам с шансами получить ту или иную награду. При этом количество полученных премий прямо пропорционально размерам вероятных кассовых сборов. Это сопряжено с большими рисками, если картина не получит никаких премий или даже не пройдёт номинацию, она обречена на провал. Поэтому подобную маркетинговую кампанию можно сравнивать с лотереей.
Социологи заметили, что подобные фильмы одновременно не интересны основной массе аудитории, по мнению которой «оскарные фильмы» выглядят слишком «серьёзно и уныло». Поэтому создание подобных фильмов всегда связано с большими рисками, так как они целятся именно на мнение киноакадемиков и кинокритиков. Социологи заметили такой феномен, что несмотря на вышесказанное, многие люди по-прежнему доверяют авторитетности «Оскара» и многих других премий и наличие премий у фильма сразу внушает зрителю, что перед ним априори хороший и интересный фильм, который стоит посмотреть.
Годом раннее Ира Кальб, профессор маркетинга из Университета по экономике, Калифорния, отметила, что факт того, что фильм удачно проходит проверку академиков и критиков придаёт хороший статус в глазах у простого зрителя. Он резко меняет мнение о фильме, который при ином раскладе мог бы счесть картину просто скучной. Таким образом картина начинает пользоваться небольшим, но длительным и устойчивым спросом в противовес блокбастеру, чьи кассовые сборы отличаются крупными масштабами, но приходятся в основном на первые недели после выпуска, после чего идут на резкий спад. Фильмы-приманки благодаря устойчивому интересу могут окупаться ещё долгие годы трансляции по телевидению, продажи копий в магазинах или интернете. Ярким примером может служить фильм «Король говорит!», который до номинаций собрал на прокате 30 миллионов долларов, но после получения 12 номинаций в разных категориях сборы превысили 200 миллионов, то есть почти в 7 раз, чем до номинаций. В среднем одна номинация повышает продаваемость фильма на треть на DVD носителях, а награда — более, чем вдвое. Если речь идёт о множестве побед и номинаций, как у фильма «Король говорит!», то можно с уверенностью прогнозировать полмиллиарда долларов. Прогноз сбылся; по состоянию на 2014 год, доходы от продаж фильма составляли уже 414 миллиона долларов.
Кальб отметила, что успех некоторых фильмов зависит только от того, получат ли они «Оскар» или другую премию, поэтому их создатели начинают вкладывать множество денег для продвижения своего фильма для номинации в «Оскар» ещё до выпуска самого фильма. Например создатели фильма «Король говорит!» потратили на продвижения 15 миллионов долларов, примерно столько же, сколько потратили создатели картины «Влюблённый Шекспир» 1998 года выпуска.
Актёры, снимающиеся для «приманок», тоже зарабатывают в среднем на 20 % больше, чем их коллеги, снимающиеся в других фильмах. Разница в доходах заметна уже если у фильма есть одна номинация. Одна из самых востребованных актрис, снимающихся чаще всего в «фильмах-приманках» — Натали Портман, наиболее известная из-за своей роли в фильме «Чёрный Лебедь» и Хэлли Берри, заработавшая за роль в фильме «Бал монстров» более 10 миллионов долларов.

## Критика
В XXI веке всё большее количество создателей фильмов стали ориентироваться на получение премий, что стало порождать так называемые «номинационные гонки». Поэтому такое понятие, как гонка за «Оскар», стало вызывать устойчивые негативные ассоциации у многих критиков и простых пользователей. Было замечено, что продюсеры и студии подобных фильмов больше всего уделяют внимание отдельным деталям сюжета в ущерб общему качеству, так как киноакадемики склонны оценивать фильм по отдельным деталям. Критик журнала Slate пишет, что «Oscar bait» может принимать худшие формы в тех случаях, когда создатели начинают тратить огромное количество денег на сомнительные проекты лишь для поднятия престижа самого фильма в глазах академиков и определённой аудитории. Журналист привёл в пример фильм «Жутко громко и запредельно близко» режиссёра Стивена Долдри, где фактически идёт копирование сюжета других фильмов, таких, как «Старикам тут не место», «Сомнение» и других картин, но продвижение фильма по всем возможным кинофестивалям, множественным закрытым сеансам, вручение солидных подарков киноакадемикам сделали своё дело; фильм ещё до выхода получил много номинаций и несколько премий от ряда ассоциаций и фестивалей.
После выхода фильм получил сдержанные оценки, а на сайте Rotten Tomatoes его рейтинг составлял 45 %, одновременно фильм был выдвинут в кандидаты на право занять место в списке лучших фильмов в истории сайта.
Кайл Бьюкенен, редактор журнала Vulture отметил, что сложилась ситуация, когда по сути посредственный фильм, попадающий в рамки обязательных критериев для получения премии, имеет все шансы быть признанным «очередным шедевром» и получить премии, что создаёт опасную ситуацию; это уничтожает мотивацию у киносоздателей и их стремление создать действительно качественный продукт в угоду погоне за призовыми статуэтками. Сам Бьюкенен использует термин Oscar bait для описания по его мнению скучных лент, о существовании которых зритель быстро забывает.
По его мнению, подобная проблема также актуальна наравне с тенденцией создавать в последние годы шаблонные сюжеты для блокбастеров в страхе потерять возможные кассовые сборы, особенно по вселенной Marvel. Бьюкенен отметил, что фильмы не-приманки в списке номинантов на премии, в современных реалиях стали большой редкостью и как правило это действительно достойные работы и шедевры своего времени, например «ВАЛЛ-И», «Рестлер», «Тёмный рыцарь» и другие.
Александр Гагинский из сайта «мира фантастики» также стремился обратиться к такому феномену, как приманка на Оскар, в частности, обозревая фильм Форма воды режиссёра Гильермо дель Торо, он заметил бурную и восторженную реакцию критиков и киноакадемиков, подаривших ленте множество наград. Однако критик заметил, что фильм по своему художественному стилю и содержанию очень схож с предыдущими работами Дель Торо, такими, как Багровый пик или Хронос, при этом данные фильмы получали сдержанные отзывы. По мнению Гагинского главным ингредиентом для восторженных критиков и наград для «Формы воды» стало наличие в сюжете героини-инвалида, чернокожей подруги, гея и главного злодея расиста-женоненавистника.
Была замечена закономерность, что если фильм выпускается специально к сезону вручения премий и ограниченно или вовсе не доступен в прокате, он имеют как правило проблемы с качеством сюжета. Подобные ленты большим количеством «заполоняют» разные фестивали и получают чаще всего завышенные оценки от разных критиков, но затем не оправдывают ожиданий простых зрителей. Если автор ленты боится показывать фильм «лишней» аудитории до вручения возможных премий, это уже является серьёзным поводом подозревать, что у ленты проблемы с общим качеством.

### Ответ на критику
Есть и противники определения «Oscar bait», они отмечают, что даже среди подобных фильмов есть серьёзная конкуренция, поэтому чтобы создать хорошую ленту, достойную наград, надо вложить в неё много времени, создать удачный, захватывающий сюжет и к этому надо располагать талантом. И хотя имеются проблемы с качеством подобных фильмов, но они как правило остаются неизвестными и доходят до нескольких номинаций без наград, в противовес встречаются и крайне удачные ленты, а понятие «Oscar bait» обесценивает их значимость и создаёт к ним незаслуженно пренебрежительное отношение. Также было отмечено, что гонка за «Оскар» у многих стала вызывать настолько негативные ассоциации, что многие потенциальные зрители игнорируют киноленты, которые хоть и задумывались, как приманки, но получились довольно качественными и интересными для просмотра, но незаслуженно сталкивающиеся с пренебрежительным отношением.

## Пародии
«Oscar bait» становился объектом насмешек в мультисериале «Американский папаша», десятой серии 4 сезона, где Роджер специально ради премии «Оскар» снимает фильм, где умственно-отсталый еврейский мальчик-алкоголик с больным раком щенком переживает Холокост и буквально становится причиной смерти зрителей, рыдающих до смерти.
Незадолго до 89-й церемонии вручения наград премии «Оскар» известный американский актёр, комик и телеведущий Сет Майерс представил на своём ночном ток-шоу пародийное видео под названием «Oscar bait» — «фильм, бесстыдно выпущенный к сезонам кинонаград». В видео Мейерс играет главного героя — латентного гея и инвалида без ноги, сталкивающегося с расизмом. В интертитрах цитируется мнение якобы авторитетных критиков, например: «Если вам нравятся фильмы, в которых персонаж вынужден бороться с редким заболеванием, то это, друзья мои, ваш фильм». Видео пародирует фильм «Король говорит!».